# Dambelin
Dambelin is een gemeente in het Franse departement Doubs (regio Bourgogne-Franche-Comté) en telt 386 inwoners (1999). De plaats maakt deel uit van het arrondissement Montbéliard.

## Geografie
De oppervlakte van Dambelin bedraagt 12,6 km², de bevolkingsdichtheid is 30,6 inwoners per km².

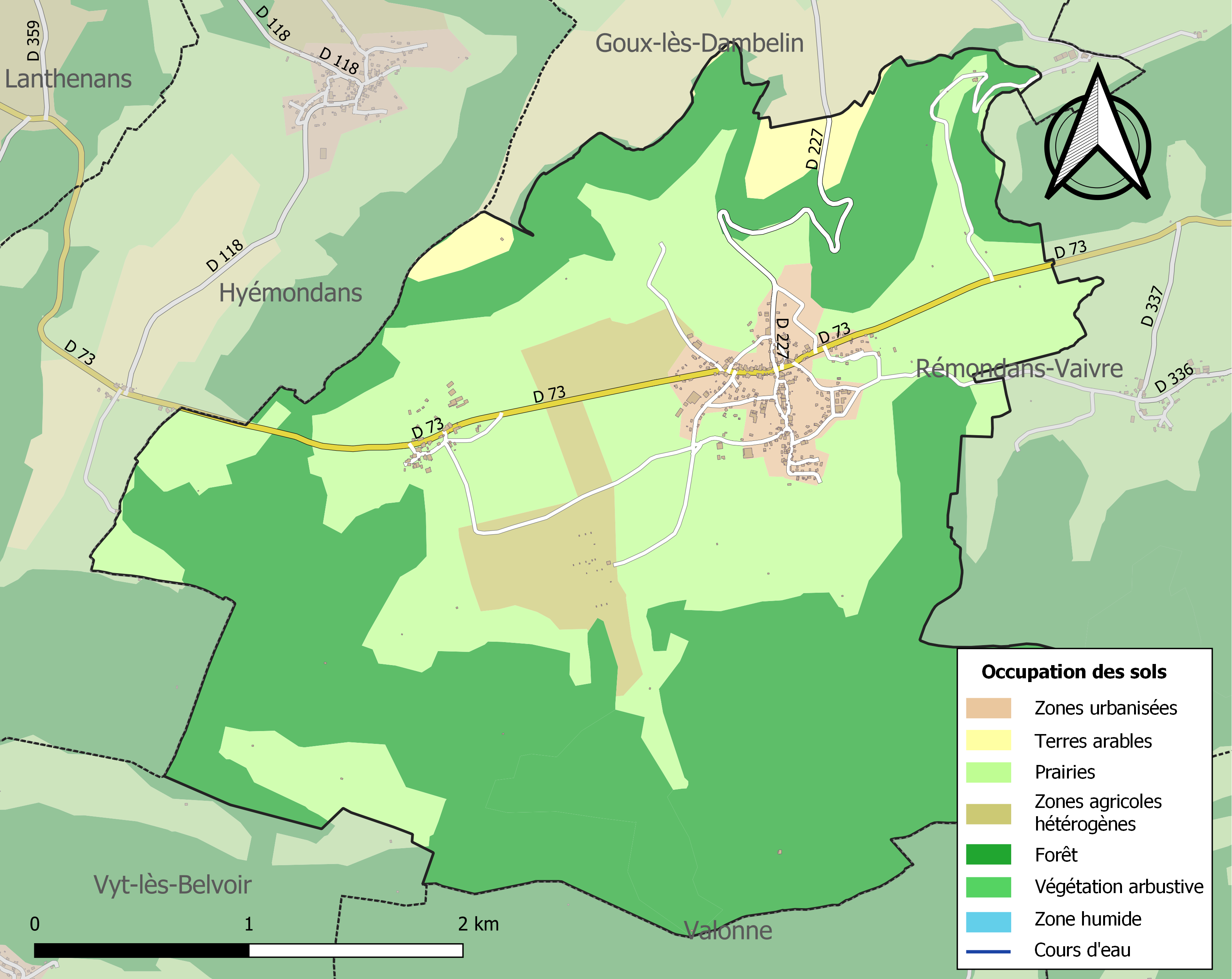
Kaart van de gemeente met de belangrijkste infrastructuur, bodemgebruik en omliggende gemeenten

## Demografie
Onderstaande figuur toont het verloop van het inwonertal (bron: INSEE-tellingen).